# Illinoia anaphilidis
Illinoia anaphilidis är en insektsart. Illinoia anaphilidis ingår i släktet Illinoia och familjen långrörsbladlöss. Inga underarter finns listade i Catalogue of Life.